# JWH-203
JWH-203，化学名：1-戊基-3-(2-氯苯乙酰基)吲哚，是一种合成大麻素，分子式C21H22ClNO，属于约翰·威廉·霍夫曼小组合成的苯乙酰基吲哚类JWH系列大麻素，2015年列入《非药用类麻醉药品和精神药品名录》。